# Robert J. Reynolds

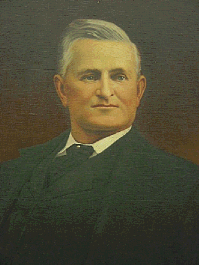
Robert J. Reynolds

Robert John Reynolds (* 17. März 1838 in Smyrna, Delaware; † 10. Juni 1909 im Kent County, Delaware) war ein US-amerikanischer Politiker und von 1891 bis 1895 Gouverneur des Bundesstaates Delaware.

## Frühe Jahre und politischer Aufstieg
Über Robert Reynolds’ Schulzeit ist wenig bekannt. Im Jahr 1861 ließ er sich auf einem Anwesen namens „Golden Ridge“ bei Petersburg nieder. Dort war er als Farmer und im Gartenbau tätig. Politisch wurde Reynolds Mitglied der Demokratischen Partei. Zwischen 1869 und 1871 war er für eine Legislaturperiode Abgeordneter im Repräsentantenhaus von Delaware. Zwischen 1879 und 1881 war er Finanzminister seines Staates. Am 4. November 1890 wurde er als Kandidat seiner Partei mit 51 % der Wählerstimmen knapp gegen den späteren US-Senator Harry Alden Richardson zum neuen Gouverneur gewählt.

## Gouverneur von Delaware
Robert Reynolds trat seine vierjährige Amtszeit am 20. Januar 1891 an. In dieser Zeit wurde die Staatsverfassung reformiert und die Grenze zum Nachbarstaat Pennsylvania wurde neu vermessen. Im Bildungsbereich wurden in dieser Zeit den Schülern erstmals kostenlose Schulbücher zur Verfügung gestellt.

## Weiterer Lebenslauf
Nach dem Ende seiner Amtszeit zog sich Reynolds aus der Politik zurück. Er widmete sich wieder seinen landwirtschaftlichen Interessen und starb am 10. Juni 1909. Er war zweimal verheiratet und hatte einen Sohn.